# ژنگ ژائوکانگ
ژنگ ژائوکانگ (انگلیسی: Zheng Zhaokang؛ زادهٔ ۱۷ ژوئیهٔ ۱۹۶۴) شمشیرباز اهل چین بود. وی در بازی‌های المپیک تابستانی ۱۹۸۸ و ۱۹۹۲ شرکت کرده‌است.